# Gamay hâtif des Vosges
Gamay hâtif des Vosges ist eine Rotweinsorte, die aus einer natürlichen Mutation des Gamay entstand. Erstmals erwähnt wurde die Sorte 1872 von Léon Millot aus Totainville in den Vogesen.
Während die Verwendung in Frankreich stets abnahm, sind Rebflächen in England bei Oxted in der Grafschaft Surrey bekannt.
Die Sorte wurde insbesondere zur Neuzüchtung frühreifender Rebsorten genutzt.  In Alzey wurde die Sorte im Versuchsanbau mit dem Trollinger gekreuzt.
Siehe auch die Artikel Weinbau in Frankreich und Weinbau im Vereinigten Königreich sowie die Liste von Rebsorten.

## Synonyme
Die Rebsorte Gamay hâtif des Vosges ist auch unter den Namen Gamay de Croncels, Gamay de Juillet, Gamay früh, Gamay hâtif de Juillet, Gamay hâtif de l’Aube, Gamay hâtif de la Haute Marne, Gamay hâtif Dormoy, Gamay Lecuriot, Gamay Millot, Gamay précoce, Gamay précoce de Juillet und Gamay Valentin bekannt.

## Ampelographische Sortenmerkmale
In der Ampelographie wird der Habitus folgendermaßen beschrieben:
- Die Triebspitze ist offen. Sie ist weißwollig behaart, grünlich mit leicht rosafarbenem Anflug. Die bronzefarben gefleckten glänzenden Jungblätter sind nur spinnwebig behaart.
- Die mittelgroßen Blätter sind dreilappig und mäßig gebuchtet. Die Stielbucht ist V-förmig offen. Das Blatt ist spitz gesägt. Die Zähne sind im Vergleich zu anderen Rebsorten eng gesetzt.  Die Blattoberfläche (auch Spreite genannt) ist glatt.
- Die walzenförmige Traube ist mittelgroß, geschultert und dichtbeerig. Die rundlichen bis leicht ovalen Beeren sind klein bis mittelgroß und von violett-schwarzer Farbe. Die Beeren verfügen über eine dünne Schale und sind im Geschmack neutral.

Die Rebsorte reift einige Tage vor dem Gutedel und gilt somit im internationalen Vergleich als sehr früh reifend. Wegen seiner frühen Reife findet man den Gamay hâtif des Vosges in sehr nördlich gelegenen Anbaugebieten oder aber in Höhenlagen.
Die wüchsige Sorte ist anfällig gegen den Echten Mehltau und den Falschen Mehltau und neigt im Gegensatz zum Gamay häufig zur Verrieselung. In feuchten Jahren werden die Beeren häufig von der Rohfäule befallen. Da der Gamay hâtif des Vosges früh austreibt, ist er spätfrostgefährdet.